# Pentazoláty

Vzorec pentazolátu (R = 3,5-dimethyl-4-hydroxyfenyl)

Pentazoláty jsou sloučeniny obsahující anion cyklo-N −
5 , odvozený od pentazolu. První známou solí tohoto druhu je sloučenina (N5)6(H3O)3(NH4)4Cl, připravená v roce 2017 ze substituovaného fenylpentazolu, kyseliny m-chlorperoxobenzoové, a glycinátu železnatého. Později bylo připraveno podobnými postupy několik dalších pentazolátů kovů i nekovů.

## Přehled
|                      | Vzhled        | Teplota rozkladu (°C) | Zdroj |
| -------------------- | ------------- | --------------------- | ----- |
| LiN5                 | bílý          | 133                   | [ 2 ] |
| LiN5·3H2O            | bezbarvý      | 139                   | [ 2 ] |
| [Na(N5)(H2O)]·2H2O   | bezbarvý      | 111,3                 | [ 3 ] |
| [Mg(N5)2(H2O)6]·4H2O | bezbarvý      | 103,5                 | [ 3 ] |
| Al(H2O)6(N5)3·9H2O   | bílý          | 141,4                 | [ 4 ] |
| [Mn(N5)2(H2O)4]·4H2O | bezbarvý      | 104,1                 | [ 3 ] |
| [Fe(N5)2(H2O)4]·4H2O | světle zelený | 114,7                 | [ 3 ] |
| Fe(H2O)6(N5)3·9H2O   | červenohnědý  | 108,9                 | [ 4 ] |
| [Co(N5)2(H2O)4]·4H2O | oranžový      | 58,9                  | [ 3 ] |
| AgN5                 |               |                       | [ 5 ] |
| [Pb(OH)]4(N5)4       | bezbarvý      | 80                    | [ 6 ] |
| [N(CH3)4]N5          | bílý          | 80,8                  | [ 7 ] |
| (NH3OH)N5            | bílý          | 104,3                 | [ 7 ] |
| [C(NH2)3]N5          | bílý          | 88,1                  | [ 7 ] |
| NH4N5                | bílý          | 102,0                 | [ 7 ] |
| N2H5N5               | bílý          | 85,3                  | [ 7 ] |
| (CN7H6)N5            |               | 96,.3                 | [ 8 ] |